# Heterosigma
Heterosigma ist eine Gattung mikroskopisch kleiner Algen aus der Klasse der Raphidophyceae. Typusart ist
Heterosigma akashiwo (nicht zu verwechseln mit der Dinoflagellaten-Gattung Akashiwo).
H. akashiwo ist eine schwimmende Meeresalge, die episodisch toxische Algenblüten bildet.
Der Artname ‚akashiwo‘ stammt aus dem Japanischen und bedeutet „rote Flut“ (赤潮 akashi[w]o englisch red tide).
Synonyme für Heterosigma akashiwo (mit abweichendem Gattungsnamen) sind Olisthodiscus luteus (Hulburt 1965) und Entomosigma akashiwo (Hada 1967)
H. akashiwo und H. inlandica wurden ursprünglich als zwei Arten der Gattung Heterosigma anerkannt. Hara und Chihara (1987) beschrieben jedoch beide Formen als eine einzige Spezies und bezeichneten sie gültig als H. akashiwo. 2016 kam dann mit Heterosigma minor doch eine zweite Art hinzu.

## Beschreibung

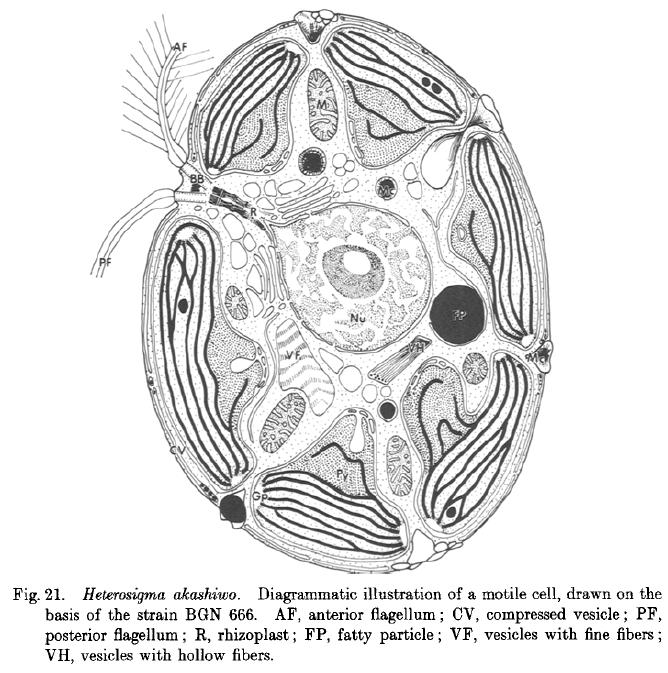
Heterosigma akashiwo: Anatomie nach Hara and Chihara 1987

Die Zellen von H. akashiwo sind relativ klein und haben einen Durchmesser von 18 bis 34 μm.
Sie erscheinen goldbraun und treten in Clustern (Zusammenballungen) auf.
Die Morphologie ist sehr variabel, scheint aber zwischen den verschiedenen Standorten der Spezies nicht signifikant zu variieren.
H. akashiwo trägt (wie die 2016 beschriebene zweite Spezies H. minor) zwei Geißeln (Flagellen), eine davon „behaart“ und eine glatt.
Eine Kultur kann flache oder runde Einzelzellen enthalten.
Molekulare Techniken zur Identifizierung (einschließlich Quantitativer PCR) werden heute der traditionellen Fixierung unter dem Mikroskop vorgezogen, weil jene die Zellen lysieren (zerstören) kann.

## Verbreitung
Heterosigma hat weltweite Verbreitung.
Heterosigma akashiwo wurde vor den Küsten der USA, Kanadas, Chiles, der Niederlande, Schottlands, Irlands, Schwedens, Norwegens, Japans, Südkoreas, Hongkongs, Australiens und Neuseelands identifiziert.
Hatte man ursprünglich gedacht, dass H. akashiwo nur in gemäßigten Zonen beheimatet ist, ist inzwischen klar, dass diese Spezies in den Norden bis zur Beringsee vor der Ostküste von Kamtschatka, der Barentssee und im Weißen Meer südöstlich der Halbinsel Kola und den skandinavischen Küstengewässern vorkommt; lediglich vom Antarktischen Ozean wurden noch keine Funde gemeldet (Stand 2016).
Die meiste Literatur legt nahe, dass H. akashiwo gewöhnlich im flachen Wasser innerhalb von 10 m unter der Oberfläche vorkommt (neritische Zone, en. neritic zone), dies ist aber keine universelle Regel.

## Physiologie
Heterosigma akashiwo ist eine mixotrophe Alge, die Photosynthese, aber auch Nährstoffaufnahme wie die Aufnahme von Bakterien betreibt.
Jede Zelle kann 18–27 Chloroplasten enthalten.
H. akashiwo vermehrt sich asexuell durch binäre Spaltung (Zweiteilung).
H. akashiwo produziert Zysten als Ruhestadium.
Die Keimung dieser Zysten führt zu großflächigen gefährlichen Algenblüten (en. harmful algal blooms, HABs), die durch Gezeiten und Strömungen seitlich verlagert werden können.
Diese Blüten werden durch Fischzucht offenbar weder verursacht noch begünstigt.
Die Temperatur des marinen Bodenwassers (en. bottom water, BW; vgl. Antarktisches Bodenwasser, AABW) muss mindestens 15 °C erreichen, damit die Keimung stattfinden kann.
Bei mikroskopischen Untersuchung hat an festgestellt, dass diese Zellen gleiten und sich drehen (englisch glide and twirl). Mit den toxischen Algenblüten wurden aber unbewegliche Zellen in Verbindung gebracht.
Die Algenblüten sind aus der Luft deutlich sichtbar und erscheinen als rote Fläche im ansonsten blauen Wasser.
Optimales Wachstum tritt bei Temperaturen von 25 °C und Photonen-Flussdichten (Photon Flux Density, PFD) von 100 µE (Mikro-Einstein, µmol (Photonen)/m2s) auf, Bedingungen, die mit sehr geringer Toxizität verbunden sind.
Maximale Toxizität (aber mit relativ langsamem Wachstum) tritt bei 20 °C und 200 μE auf.
Diese Blüten treten meist in den Sommermonaten auf, in manchen Gebieten können auch zwei Blüten innerhalb eines Jahres auftreten.
Man weiß, dass Blüten toxisch (tödlich) sind, sobald die Zellkonzentration 3 × 105 bis 7 × 105 Zellen pro Liter erreicht. Rochen scheinen von den durch H. akashiwo verursachten Blüten nicht betroffen zu sein, während viele andere Meeresfische wesentlich dezimiert werden.

### Ursachen der Toxizität
Der genaue Modus der Toxizität der durch H. akashiwo verursachten Algenblüten ist derzeit nicht bekannt. Eine vorgeschlagene Ursache für das Fischsterben sind Kiemenschäden, die zu Hypoxie (Sauerstoffmangel) führen.
H. akashiwo kann auch Brevetoxine produzieren. Manche Forscher vermuten jedoch, dass die Konzentrationen dieser Toxine zu gering ist, um die beobachtete große Wirkung auf Fischpopulationen zu erzeugen.
Wieder andere haben vermutet, dass die Produktion von reaktiven Sauerstoffformen wie Wasserstoffperoxid für die Kiemenschäden verantwortlich sein könnte. Aber auch hier legen Forschungsergebnisse nahe, dass die Wasserstoffperoxid-Konzentrationen viel zu niedrig sind, um signifikante Auswirkungen auf Fische zu haben.
Die Produktion von Mucus (Schleim) ist ein weiterer vorgeschlagener, aber schlecht belegter Mechanismus für das Fischsterben.
Das tatsächlich wirksame Toxin ist möglicherweise chemisch instabil und daher schwer nachzuweisen.

## Kontrolle der durchH. akashiwoausgelösten Algenblüten
Viren und Bakterien können als (Heterosigma akashiwo-killing microorganisms, HAKM) eine natürliche Kontrolle der Blütenpopulationen bewirken:
- Bei der Spezies Heterosigma akashiwo virus 01 (HaV-1, mit Isolat HaV53) handelt es sich um Doppelstrang-DNA-Riesenviren der Familie Phycodnaviridae, Gattung Raphidovirus. HaV-1 ist höchstwahrscheinlich spezifisch für H. akashiwo; es war jedenfalls bisher nicht möglich, anderer Phytoplanktonarten mit diesem Virus zu infizieren.[16]
- Ebenso können bestimmte Bakterien die Population von H. akashiwo reduzieren. H.-akashiwo-tötende Bakterien (H. akashiwo-killing bacteria, HAKB) spielten bei der Beendigung der Blüten 1994 und 1995 in der Hiroshima-Bucht eine dominantere Rolle als Viren. Die In-situ-Probenahme ermöglichte Ishida et al. (1998) die Isolierung von zwei (nicht näher klassifizierten) HAKB-Bakterienstämmen (MC10 und GY14), die bei Verwendung in In-vitro-Experimenten nach einigen Tagen Mischkultur mit H. akashiwo eine hohe algizide (algentötende) Aktivität zeigten. Bei der Auswertung der Wirkung dieser Bakterien auf das Wachstum von Chattonella antiqua (Raphidophyceae) wurden hingegen keine schädlichen (Neben-)Effekte festgestellt. Ähnliche Ergebnisse wurden in Studien von Yoshinaga et al. (1997) erzielt, das Bakterium Flavobacterium sp. C49, konnte H. akashiwo selektiv hemmen, ohne andere untersuchte Kieselalgen zu beeinträchtigen.[17][18]

## Wirtschaftliche Auswirkungen
Heterosigma bildet massive Algenblüten, golden tides oder red tides (goldene oder rote Tiden) genannt, die das Überleben von Organismen auf jeder trophischen Ebene beeinflussen. Diese Alge tötet nachweislich Knochenfische, beeinträchtigt die Entwicklung von Fisch- und Seeigel-Eiern und wirkt sich auf Ruderfußkrebsen (Copepoda) sowie das Überleben von Austern aus. Weitere ökologische Auswirkungen auf Plankton, Wirbellose und Wildfische sind wahrscheinlich, aber nicht belegt. Die durch H. akashiwo verursachte Algenblüte von 1997 in British Columbia fiel beispielsweise zeitlich mit einem dramatischen Anstieg der Sterblichkeit von in Gefangenschaft gehaltenen Lachsen zusammen.
H. akashiwo trug 2001 zum Verlust von mehr als 1.000 Tonnen Atlantischen Lachses bei.
Eine Blüte im Puget Sound im Jahr 2006 führte zum Verlust von gezüchteten Lachsen im Wert von 2 Millionen US-Dollar.
Im Jahr 2014 tötete eine Blüte in der Nähe von Port Hardy, British Columbia, fast 280.000 Atlantische Lachse.
Im Jahr 2018 tötete eine Blüte in der Nähe von British Columbia in zwei Fischfarmen fast 250.000 Atlantische Lachse.
In einem Artikel aus dem Jahr 1995 wurde festgestellt, dass die globale Verbreitung von H. akashiwo zunimmt, ebenso wie die Häufigkeit der Bildung von H. akashiwo HABs.

## Genom
Die genetischen Sequenzen sind zwischen pazifischen und atlantischen Populationen von H. akashiwo hoch konserviert. Entsprechende Sondensequenzen für kleine Untereinheiten der Zellkern-kodierten rRNA (SSU rRNA; 18S) sind bei Bowers et al. 2006 zu finden.

## H. minor
Im März 2016 wurde durch Anette Engesimo, Carmelo R. Tomas und Kollegen die Entdeckung einer zweiten Spezies H. minor bekannt gegeben. Der Holotyp stammt aus dem York River, Virginia, USA. Die Spezies bewohnt marine bis brackige Umgebungen.
H. minor stimmt genetisch zu 98,2 % mit der Typusspezies H. akashiwo überein, zeigt aber einige morphologische Unterschiede zu dieser: H. minor ist kleiner (7,0–11,7 µm × 6,9–11,5 µm, Name!), rundlicher und hat weniger Mucozysten (schleimabsondernde Organellen, ein spezieller Typ von Extrusom). Die Zellen haben 6–14 goldbraune Chloroplasten, die sich an der Peripherie befinden. Das vordere Flagellum (Länge 18–25 µm) hat eine dreiteilige „Behaarung“ (en. tripartite hairs), das hintere (Länge 9–12 µm) ist dagegen glatt.

## Systematik
Gattung Heterosigma
- Spezies H. akashiwo (Y. Hada) Y. Hada ex Y. Hara & M. Chihara, 1987[25][1] (Synonyme: Spezies Heterosigma carterae (Hulbert) F. J. JR.Taylor, 1992[1][8] und Heterosigma inlandicaY. Hada, 1968[1])

- Stamm H. akashiwo CCMP452 (USA, West-Atlantic)
- Stamm H. akashiwo NIES-293 (West-Pazifik)
- Stamm H. akashiwo CAWR05 (Neuseeland)
- Stamm H. akashiwo SCCAP K-1549 (Dänemark)
- Stamm H. akashiwo ARC HA0309-2 (Texas)
- Stamm H. akashiwo RP02EHU (Spanien)

- Spezies H. minor Tomas, Engesmo & Eikrem, 2016[1][6]

- Stamm Heterosigma minor ARC HA0504-1 (Virginia)

- Spezies H. sp. CAWR10[33][34]

Eine mögliche Identität von H. sp. CAWR10 wurde bisher offenbar weder bestätigt noch widerlegt (Stand Mitte 2021).

## Viren
Anbei eine (evtl. nicht vollständige) Liste der Viren von Heterosigma akashiwo:
- Spezies Heterosigma Akashiwo Virus 01 (HaV-1, mit Isolat HaV53) aus der Gattung Raphidovirus (Phycodnaviridae) – dsDNA linear (s. o.)
- Spezies Heterosigma akashiwo RNA virus[35] (HaRNAV, mit Isolat SOG263[36][37]), einzige (Stand Juni 2022) bestätigte Spezies in der Gattung Marnavirus (Marnaviridae) – (+)ssRNA linear
- Spezies „Heterosigma akashiwo nuclear inclusion virus“ (HaNIV, vorgeschlagen), evtl. Gattung Protobacilladnavirus (Bacilladnaviridae)[38][39][40] – (ds)DNA, verursacht Lyse der Wirtszelle.[41]